# Torre San Gennaro (frazione)

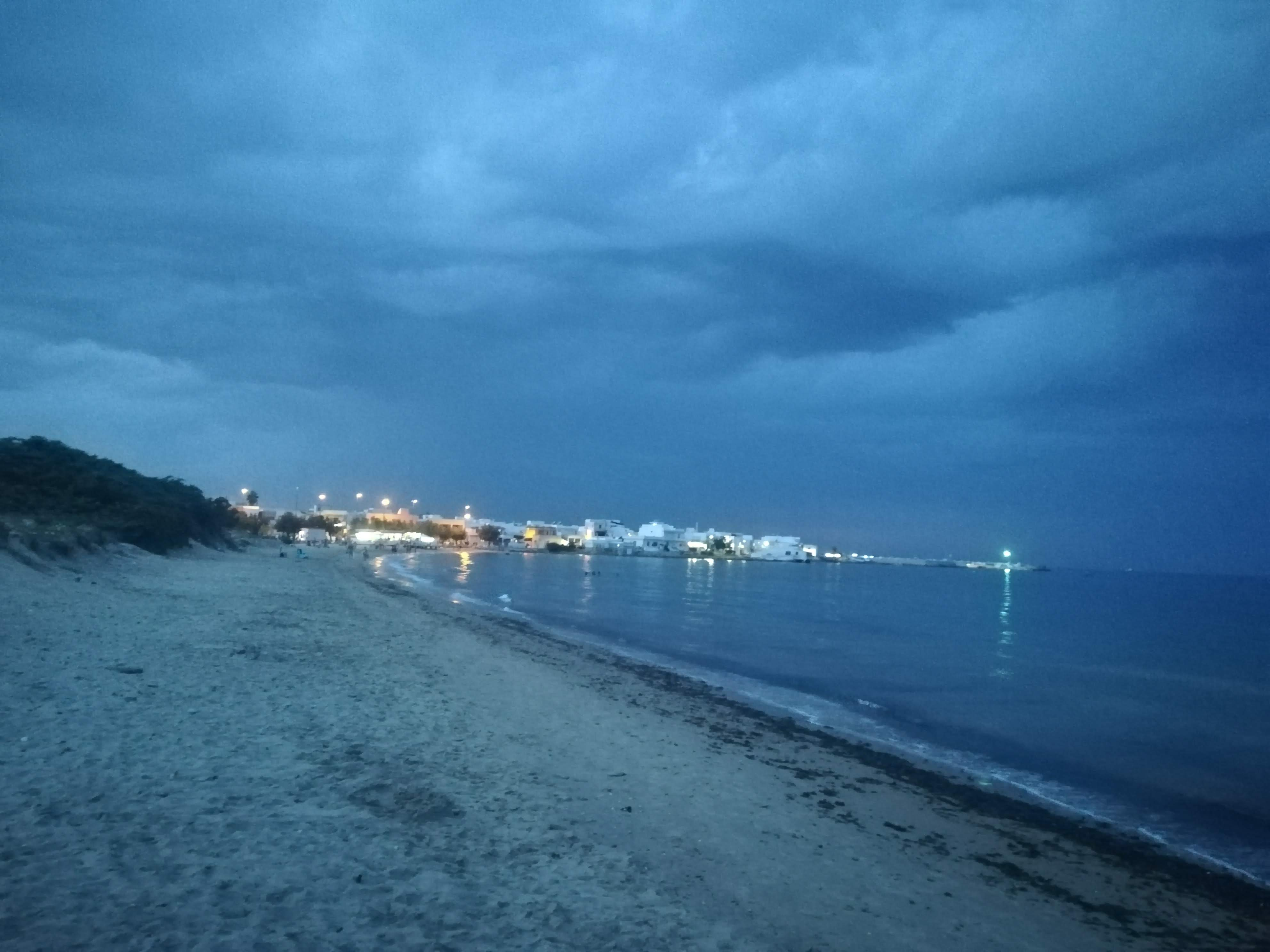
Spiaggia di Torre San Gennaro

Torre San Gennaro è una frazione balneare del comune di Torchiarolo, in provincia di Brindisi. Vi sorgeva una torre costiera del XVI secolo andata distrutta a inizio XX secolo.

## Geografia fisica

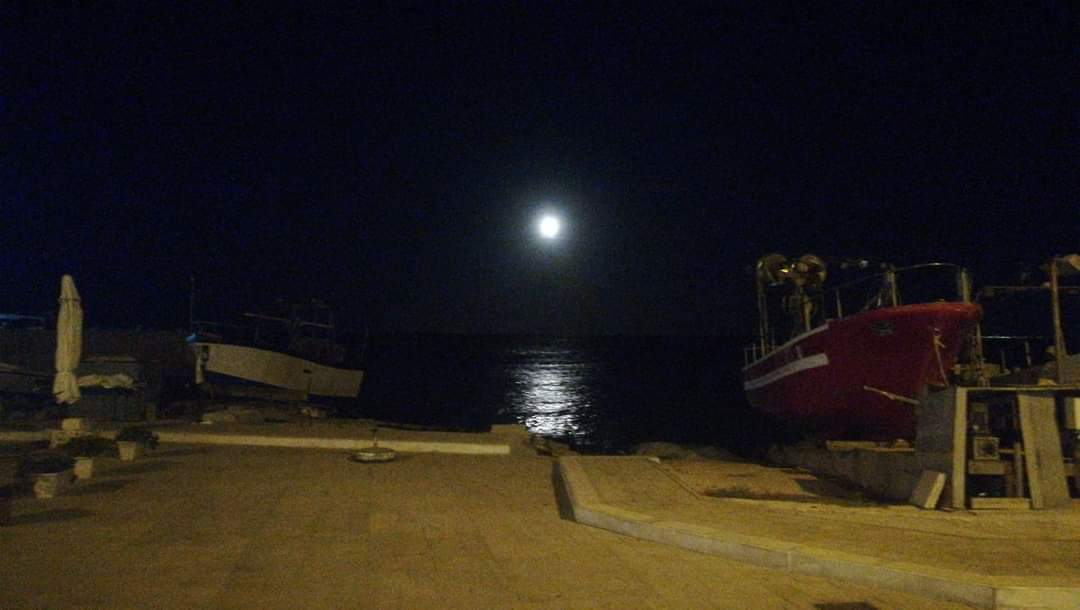

Dista 5 km dal capoluogo, 15 km da Brindisi e 20 km da Lecce. Confina a nord con Campo di Mare e a sud con Lido Presepe. La costa ha una particolare conformazione che protegge il villaggio dalla ventilazione. Non è lontano dai principali siti dell'agro di Torchiarolo, e cioè il Santuario della Madonna di Galeano e le rovine di Valesio.

## Storia
La zona in cui giacciono Torre San Gennaro e Campo di Mare è stata bonificata durante gli anni trenta del XX secolo venendo poi coltivata a vigne per la produzione del vino. In passato le due marine erano note come il mare degli uomini e il mare delle femmine: non era costume infatti, durante la balneazione, esporsi gli uni agli sguardi indiscreti delle altre.
Fra la fine del XIX secolo e l'inizio del XX l'abitato si sviluppa secondo le direttrici attualmente visibili e contemporaneamente la popolazione inizia a trasferirsi verso la costa, in quella parte denominata Torre San Gennaro. La torre di avvistamento originaria, attualmente crollata e posta al di sotto del livello mare, rappresentava il centro di raccolta delle popolazioni e accanto ad essa nacquero, nei primi anni del 900 i primi insediamenti occupati prevalentemente da famiglie di pescatori. Fino al 1950 lo sviluppo urbano della costa era confinato a pochi manufatti, dal carattere minore, prevalentemente al solo piano terra, a tratti isolati.
La marina di Torre San Gennaro, che unitamente alle altre marine torchiarolesi registra circa 2000 fra arrivi e presenze nel periodo estivo, risulta abitata per tutto l'anno da 85 residenti, quasi esclusivamente italiani
Da settembre a giugno, la domenica mattina si svolge il mercatino rionale di Torre San Gennaro, mentre in estate si svolge il giovedì mattina, entrambi in Piazza Garibaldi.

## Monumenti e luoghi di interesse

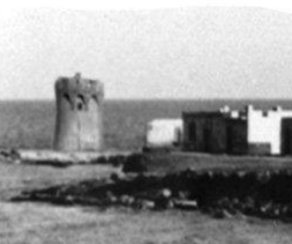
Torre costiera prima della distruzione.

- Chiesa Stella Maris

- Piazza Garibaldi

- Zona umida della Quatina